# Справжня маса
Термін справжня маса є синонімом терміна маси, але використовується в астрономії, щоб відрізняти виміряну масу небесного тіла від нижньої межі його маси, отриманої зазвичай в результаті вимірювання його променевої швидкості. Методи, які використовуються для визначення дійсної маси планети, включають вимірювання відстані до одного з її супутників і його періоду обертання, розширені методи астрометрії з використанням руху інших планет в тій же зоряній системі, поєднання методу вимірювання променевих швидкостей зі спостереженнями транзитів (при дуже низьких кутах нахилу орбіти) або вимірюваннями зоряного паралаксу (які також визначають нахилення).